# 誘拐/ランデヴー
『誘拐/ランデヴー』（ゆうかい/ランデヴー）は、2023年4月25日に配信された、日本のバンド・シャイトープの配信限定シングル。

## 概要
「pink/ミックスジュース」以来2ヶ月ぶりのリリース。3作連続で両A面シングルの発売である。
音楽配信限定のリリースであり、フルアルバム『オードブル』への収録によって両楽曲がCDリリースされた。

## ミュージック・ビデオ
「誘拐」
2023年4月29日にYouTubeにて公開された。監督は髙木美杜。
「ランデヴー」
2023年12月18日にYouTubeにて公開された。監督は中村佳代。

## チャート成績
「ランデヴー」は2023年8月頃から急上昇し、2023年8月28日付の新人アーティストチャート「Billboard Japan Heatseekers Songs」で初登場1位を獲得。「Billboard Japan Hot 100」チャートでは最高5位を記録した。ストリーミングチャート「Billboard Japan Streaming Songs」では2023年8月21日付チャートで89位に初登場、11月13日付チャートから4週連続で最高位の3位をキープ。 2023年12月4日付のストリーミングチャートで自身初の累計1億回再生を突破した。

## 収録曲
| 全作詞・作曲: 佐々木想。 |                |          |            |      |
| #                        | タイトル       | 作詞     | 作曲・編曲 | 時間 |
| 1.                       | 「誘拐」       | 佐々木想 | 佐々木想   | 3:20 |
| 2.                       | 「ランデヴー」 | 佐々木想 | 佐々木想   | 3:58 |
| 合計時間:                | 合計時間:      | 7:18     |            |      |

## 収録アルバム
| pink （4） | ランデヴー （5） | Burn!! （6） |

| Burn!! （6） | 誘拐 （7） | curry & rice （8） |